# Edith Watson
Pour les articles homonymes, voir Watson.
Edith Sara Watson (1861 à East Windsor Hill, Connecticut - 1943 à St. Petersburg en Floride) est une photographe dont la carrière s’étend des années 1890 aux années 1930,.  Elle est surtout connue pour ses images photojournalistiques de la vie quotidienne, des travailleurs et des femmes canadiennes. 

## Biographie
Watson est la plus jeune de quatre enfants. Sa famille est impliquée dans le commerce de journaux et cultive également du tabac. Elle et sa sœur, Amelia Watson, partagent un intérêt particulier pour l’art de la peinture à l’aquarelle et deviennent des artistes actives en construisant leur propre studio. Pendant environ une décennie, elles voyagent en Nouvelle-Angleterre pour exposer et vendre leurs œuvres. Watson a également étudié la photographie avec son oncle, le botaniste Sereno Watson. 
En 1896, Watson se rend au Canada pour la première fois et passe la majeure partie des trente-cinq années suivantes à photographier des milieux ruraux, souvent des femmes au travail à travers le pays. Elle vend ses photographies à plusieurs journaux et magazines nord-américains. Parfois, elle échange ses photographies pour se loger ou se nourrir. 
Pendant de nombreuses années, elle passe l'hiver aux Bermudes, louant un chalet à St. George's et vend des aquarelles et des photographies peintes à la main. En 1911, aux Bermudes, Watson rencontre la journaliste Victoria "Queenie" Hayward, qui devient sa partenaire au travail et dans la vie.  Les deux femmes travaillent et voyagent ensemble dans des régions isolées du Canada. 
Avec sa caméra, Watson a documenté le quotidien de plusieurs canadiens à Terre-Neuve, au Labrador, dans les Maritimes, au Québec, en Ontario  puis vers l'ouest jusqu'au Manitoba et en Colombie-Britannique tandis que Hayward écrit à leur sujet. Les deux femmes ont séjourné chez des membres des Premières nations du Québec et de l’Ontario ; les Mennonites, les Doukhobors et autres "néo-Canadiens" au Manitoba et les Haïdas de Colombie-Britannique. Cette expression et ce concept a été repris par des penseurs ultérieurs et des artistes, y compris écrivain et promoteur culturel John Murray Gibbon.

## Photographies de femmes canadiennes

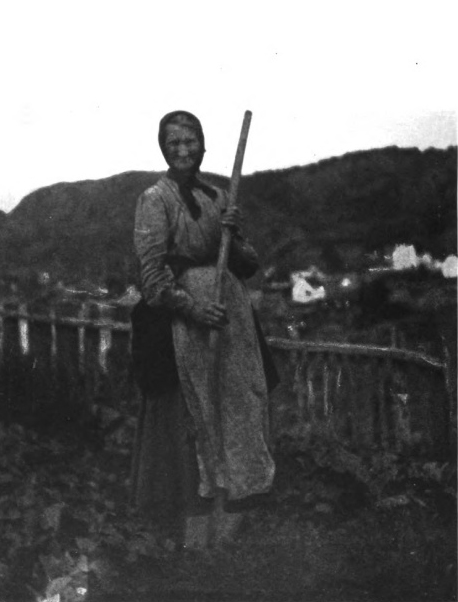
A Canadian gardener at the edge of a Cape Breton Village, 1917
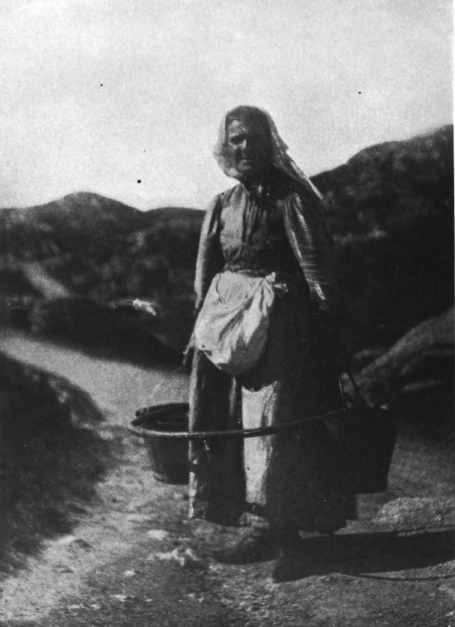
Along the shore at Cape Breton, Canada, 1917
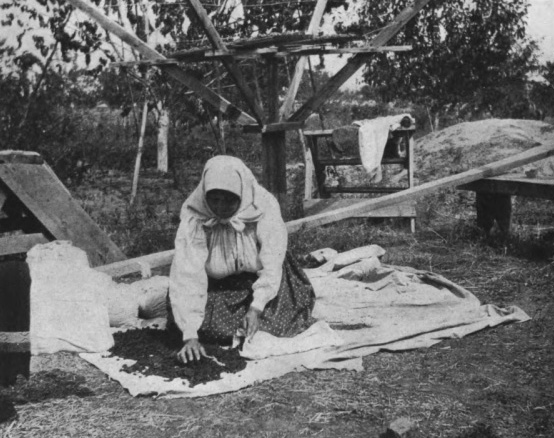
Dried berries being packed away for winter luxuries, 1918
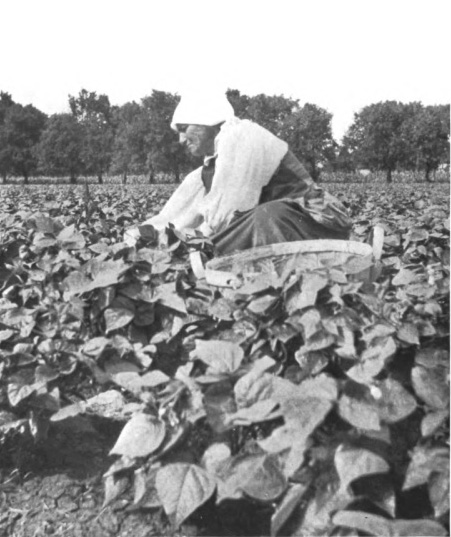
Weeding beans on a Dutch truck farm outside Winnipeg, Manitoba, 1918
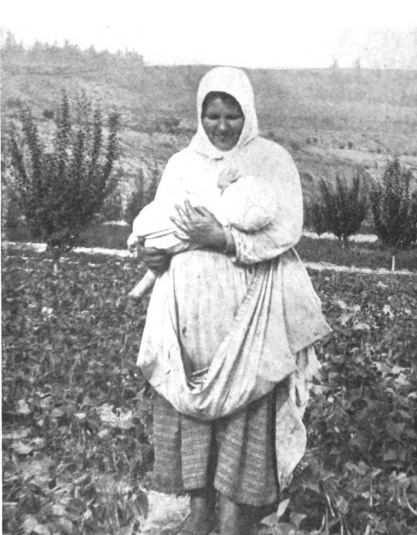
The Madonna of the Fields, 1919

## Photographies des Bermudes

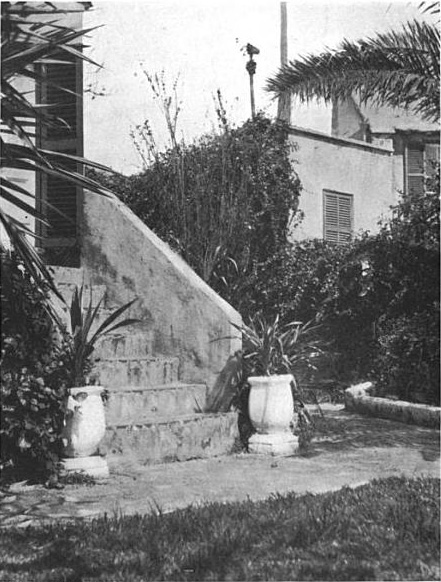
Bocaux à fleurs en corail sculpté, Bermudes

## Musées et collections publiques
- Art Gallery of Ontario[6]
- Musée McCord[7]
- Musée national des beaux-arts du Québec[8]